# هنري جاي ويلسون
هنري جاي ويلسون (بالإنجليزية: Henry J. Wilson) هو عسكري أمريكي، ولد في 1793 في فيلادلفيا في الولايات المتحدة، وتوفي في 1872 في نيو أورلينز في الولايات المتحدة.